# 諸君!スペシャルだ
『諸君!スペシャルだ』（しょくん スペシャルだ）は、1984年4月15日から同年9月30日までTBS系列局で放送されていたTBS製作の情報番組である。全16回。放送時間は毎週日曜 20:00 - 20:54 （日本標準時）。
番組は、ドキュメンタリー・社会・生活情報と硬軟織り交ぜた内容で放送。キャスターは森本毅郎。本番組は、森本がNHKアナウンサーからフリーに転じ、TBSと専属契約後の初担当番組となった。
5月から7月まではプロ野球中継などで頻繁に休止、8月からは休止は2回だけだったが、結果は半年弱の放送ながら、4ヶ月弱分の16回放送だった。

## 放送リスト
| 回                                                                          | 放送日 （1984年） | サブタイトル                                            | 備考                                              |
| --------------------------------------------------------------------------- | ----------------- | ------------------------------------------------------- | ------------------------------------------------- |
| 1                                                                           | 4月15日           | 森本毅郎民放初登場！あなたの実力高く買います            |                                                   |
| 2                                                                           | 4月22日           | 砲弾さく裂！ベイルート戦場の街                          |                                                   |
| （4月29日はプロ野球中継「広島東洋×巨人」のため休止）                        |                   |                                                         |                                                   |
| 3                                                                           | 5月6日            | 角栄ひとり舞台！（前編）                                |                                                   |
| 4                                                                           | 5月13日           | 角栄ひとり舞台！（後編）                                |                                                   |
| （5月20日はプロ野球中継「横浜大洋×巨人」のため休止）                        |                   |                                                         |                                                   |
| （5月27日はプロ野球中継「広島東洋×巨人」のため休止）                        |                   |                                                         |                                                   |
| （6月3日は「世界最強決定リーグ 4ヶ国対抗女子バレー」のため休止）            |                   |                                                         |                                                   |
| 5                                                                           | 6月10日           | 男がかつぐ！圧巻みこし                                  |                                                   |
| （6月17日はプロ野球中継「横浜大洋×巨人」のため休止）                        |                   |                                                         |                                                   |
| 6                                                                           | 6月24日           | （不明）                                                | プロ野球中継「広島東洋×巨人」の雨天中止に伴い編成 |
| （7月1日は『発表!!日本有線大賞 第17回上半期グランプリ生放送!!』のため休止） |                   |                                                         |                                                   |
| 7                                                                           | 7月8日            | （不明）                                                | プロ野球中継「中日×巨人」の雨天中止に伴い編成     |
| 8                                                                           | 7月15日           | ブームに異議あり！血液型信仰をきる                      |                                                   |
| 9                                                                           | 7月22日           | 巨大ビル崩壊！あざやかな爆破師の芸                      |                                                   |
| （7月29日は「ロサンゼルスオリンピック開会式(録画中継)」のため休止）         |                   |                                                         |                                                   |
| 10                                                                          | 8月5日            | 金メダルの道を駆けぬけた名セッター猫田勝敏の栄光と死    |                                                   |
| 11                                                                          | 8月12日           | '84これが日本の海上兵力だ                               |                                                   |
| （8月19日はプロ野球中継「横浜大洋×巨人」のため休止）                        |                   |                                                         |                                                   |
| 12                                                                          | 8月26日           | 日本人初！ミスター長島 アメリカ陸軍士官学校緊張の体験!! |                                                   |
| 13                                                                          | 9月2日            | 現代版・宮内庁御用達                                    |                                                   |
| 14                                                                          | 9月9日            | おやじの居所・日韓大調査                                |                                                   |
| （9月16日はプロ野球中継「広島東洋×巨人」のため休止）                        |                   |                                                         |                                                   |
| 15                                                                          | 9月23日           | 広島県葦嶽山にピラミッドを見た                          |                                                   |
| 16                                                                          | 9月30日           | 熱烈歓迎！上海にジャズが入った日                        |                                                   |

（参考：『毎日新聞 縮刷版』毎日新聞社、1984年4月15日 - 同年9月30日付ラジオ・テレビ欄。）